# Hans Wolfgang Braun
Hans Wolfgang Braun (1609 – nach 1653) aus Ulm war ein deutscher Kanonengießer. Er gehörte zu den ersten Deutschen, die sich in Japan aufgehalten haben.

## Leben

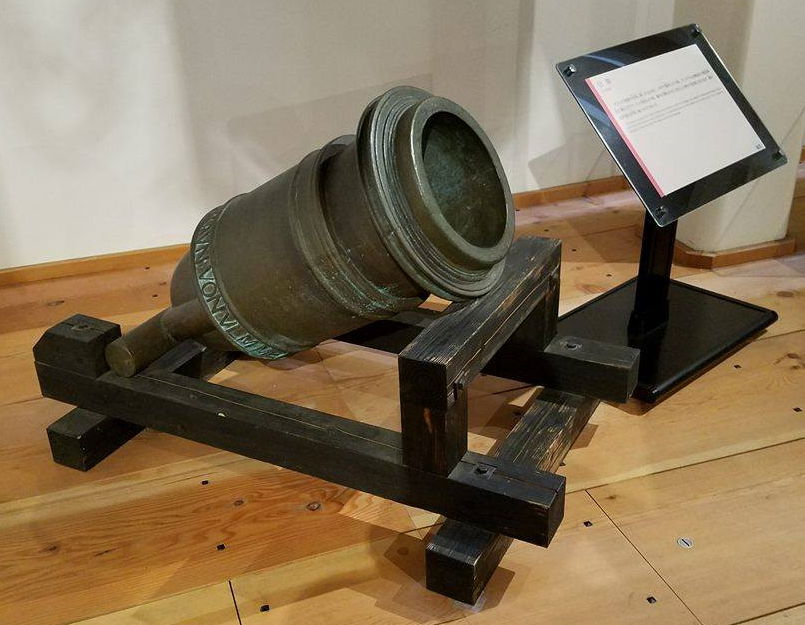
Replik eines Mörsers produziert von Hans Wolfgang Brown (The Hirado Dutch Trading Post Museum hirado-shoukan.jp)

Braun war der Sohn eines bekannten Gießers, der auch für Kepler gearbeitet hatte. Er wurde 1635 Büchsenmeister bei der Niederländischen Ostindien-Kompanie (VOC) und kam 1638/39 nach Hirado, dem japanischen Hafen für den Verkehr mit dem Ausland. Dort beauftragte ihn François Caron mit dem Guss von Kanonen für das Shogunat. Am 21. Juni 1639 fand im Stadtteil Azabu (Edo) auf einer Wiese ein Probeschießen statt, das zur Zufriedenheit des Shogun Tokugawa Iemitsu verlief. Das Tokugawa Jikki hält dies in einer kurzen Notiz fest. Zwischen 1647 und 1653 war Braun wieder in den Diensten der VOC, seine Spur verliert sich dann aber in Batavia.
Ein von Braun gegossener Mörser (Durchmesser von 25 Zentimetern bei einer Länge von 85 Zentimetern) befand sich in den 1930er Jahren im Yasukuni-Schrein, wurde aber im Verlauf des Zweiten Weltkriegs eingeschmolzen.